# الدخول الإيطالي في الحرب العالمية الأولى
اندلعت الحرب العالمية الأولى في أغسطس من عام 1914، وأعلنت مملكة إيطاليا حيادها. رغم أنها تحالفت اسميًا مع الإمبراطورية الألمانية والإمبراطورية النمساوية المجرية في التحالف الثلاثي، لكن مملكة إيطاليا لم تنضم إلى دول المركز؛ في الحقيقة، بادرت ألمانيا والإمبراطورية النمساوية المجرية بالهجوم بينما كان يُفترض بالتحالف الثلاثي أن يكون تحالفًا دفاعيًا. علاوةً على ذلك، اعترف التحالف الثلاثي أن كلًا من إيطاليا والإمبراطورية النمساوية المجرية لديهما مصالح في البلقان ويجب عليهما التشاور قبل الإقدام على أي فعل من شأنه تغيير الوضع الراهن، وتقديم تعويضات مقابل أي غنيمة في المنطقة: شاورت الإمبراطورية النمساوية المجرية ألمانيا لكنها لم تشاور إيطاليا قبل إعطائها الإنذار لصربيا، ورفضت تقديم أي تعويضات قبل نهاية الحرب. قدم الحلفاء عرضًا مُقابلًا تحصل فيه إيطاليا على قطعة من النمسا وقطعة من الإمبراطورية العثمانية بعد هزيمة الإمبراطورية النمساوية المجرية. وثُبّت هذا العرض رسميًا في معاهدة لندن. عام 1915، دخلت إيطاليا الحرب إلى جانب الائتلاف الثلاثي (أي الحلفاء).
انقسم الرأي العام ورأي النخبة حول حصافة الحرب، إذ إن تجهّز البلاد كان ضعيفًا للغاية، والجيش لم يكن مُدربًا كما يجب، والقاعدة المالية والصناعية كانت متواضعة للغاية. على كلٍ، قدمت البلاد مساهمة جوهرية في الانتصار في النزاع بصفتها واحدة من القوى المتحالفة «الأربعة الكبار». اتخذت حفنة من القادة الكبار القرارات الأساسية، بصورة خاصة رئيس الوزراء أنتونيو سالاندرا ووزيري الخارجية أنتونيو دي سان غيليانو وسيدني سونينو. توقعوا باستبشار أن النصر سيجلب أراضي جديدة ومجدًا جديدًا، بالتالي إنهاء بعض من نزاعات إيطاليا الداخلية. ضمنت إيطاليا في ظل معاهدات سلام سان جيرمان ورابالو وروما مقعدًا دائمًا في المجلس التنفيذي لعصبة الأمم وكسبت معظم الأراضي الموعودة، دون دالماتيا (باستثناء زارا)، الأمر الذي مكن الوطنيين من تعريف النصر على أنه «نصر مشوّه»؛ وقاد هذا الشعور إلى قيام الديكتاتورية الفاشية بقيادة بينيتو موسوليني عام 1922.

## القيادة
كانت قيادة إيطاليا عديمة الخبرة وجاهلةً بالعلاقات الدولية ومتوعّكةً إلى حد ما. لعبت القوى خارج الحكومة أدوارًا قاصرة. كان قطاعا الأعمال والمال يريدان السلام، لكن أُهمل رأيهما في عملية اتخاذ القرار. كما المفكرين وخبراء السياسات الخارجية، بالإضافة إلى مجموعات الضغط الوطنية، أُهمل رأيهم جميعًا. كانت سلطة الملك اسميّةً فيما يتعلق بالسلام والحرب، وعانى من اضطرابات نفسية حادة في عام 1914، وكان يحيل كل القضايا الكبيرة إلى مجلس وزرائه بكل الأحوال. تسلّم رئيس الوزراء أنتونيو سالاندرا منصبه في آذار من عام 1914، كان يمتلك خبرة ضئيلة في العلاقات الخارجية، دون أي مسحةِ موهبة في فن الحكم والإدارة. كان قرار الحرب بيد وزير الخارجية أنتونيو دي سان غيليانو، الذي كان دبلوماسيًا محنكًا، متهكمًا وحذرًا. لكن صحته كانت متدهورة وتوفي في أكتوبر من عام 1914. وحل محله سيدني سونينو، الذي ناوَر بدهاء بغية الانضمام للحلفاء لكسب الأراضي بالدرجة الأولى. غالبًا ما كانوا يستشيرون توماسو تيتوني، سفير البلاد إلى فرنسا، الذي دعا إلى الانضمام للحلفاء أيضًا. همّش السياسيون المدنيون الضباط الأمراء؛ توفي رئيس الأركان يوم 1 يوليو، وحل محله أخيرًا اللواء لويجي كادورنا في نهاية يوليو. بالغ كادورنا بقدرات الجيش أمام المدنين الغافلين، بينما عمل بجدٍ على التخلص من نقاط ضعفه. لم يثق أي من القادة بالنمسا، وكانوا متلهفين للسيطرة على محافظة ترينتينو ألتو أديجي في جبال الألب، ومدينة ترييستي النمساويتين. لم يثق الجميع بالإمبراطورية العثمانية، وكانوا فخورين بسيطرة إيطاليا الأخيرة على مُلكيّات عثمانية في ليبيا. وكانت تتنازع كل من إيطاليا والنمسا وصربيا على حكم ألبانيا.

## توطئة للحرب
كانت إيطاليا عضوًا سابقًا في الائتلاف الثلاثي، إلى جانب الإمبراطورية الألمانية والإمبراطورية النمساوية المجرية. لكنها بكل الأحوال حافظت على علاقات جيدة مع فرنسا وروسيا أيضًا. فهمت الدول الأخرى هذه الازدواجية، ولم تتوقع دخول إيطاليا الحرب في عام 1914. لم تتطلب منها التزامات معاهدتها دخول الحرب إلى جانب ألمانيا والنمسا، ورأت أن مكاسب هذا الفعل قليلة جدًا. أراد الرأي العام السلام، وأدركت القيادة في روما أن تجهّز الأمة قاصر للغاية على عكس القوى المشاركة في الحرب. بحلول أواخر العام 1914، قرر رئيس الوزراء أنتونيو سالاندرا ووزير الخارجية سيدني سونينو على كل حال أن هناك مكاسب أرضية كبيرة ممكنة إذا ما انضمت إيطاليا للحلفاء، ومن شأنها المساعدة في تهدئة الخصومات الداخلية شديدة الخطورة عن طريق تمجيد الجيش المنتصر بالإضافة إلى فرص مناصرة جديدة وانتصارات سياسية للسياسيين. وخططوا للجدال حول أن هذه النتائج ستكون النصر الذي في أوجه يتحقق الـ «Risorgimento» (أي وحدة إيطاليا). افتتح سونينو المفاوضات في فيينا في ديسمبر من عام 1914 ، طالبًا تعويضات أرضية مقابل البقاء على الحياد. صُممت هذه المحادثات لحجب نية الحكومة الحقيقة عن الرأي العام الإيطالي، وعن الدول المتحاربة. بدأ سونينو مفاوضات جادة مع لندن وفرنسا في مارس من عام 1915. كان لديهما رأي مبالغ به حول قدرات إيطاليا، ولم تُدركا أن مشاركتها ستكون استهلاكًا مكلفًا جدًا لأموال الحلفاء وقواهم البشرية وعتادهم. وُقعت معاهدة لندن يوم 26 أبريل من عام 1915 وأعلنت إيطاليا الحرب ضد النمسا - المجر يوم 23 مايو من عام 1915. تفاخر سالاندرا بأن ميثاق لندن كان «الأعظم، إذا لم يكن أول نشاط ذاتي بالكامل في مجال السياسة الخارجية نفذته إيطاليا منذ توحيدها».
من وجهة نظر حلفائها السابقين، أشعل نجاح إيطاليا الأخير في احتلال ليبيا إثر الحرب الإيطالية التركية شرارة توتر مع حلفائها من الائتلاف الثلاثي، الذين كانوا يسعون خلف علاقات أقرب مع الإمبراطورية العثمانية. تفاعلت ألمانيا مع عنف إيطاليا بالتحريض عليها. بقيت علاقة إيطاليا بفرنسا متوترة: وكانت فرنسا لا تزال تشعر بالخيانة من قبل إيطاليا منذ رفضت الأخيرة مساعدتها في الحرب الفرنسية البروسية عام 1870. فسدت علاقات إيطاليا ببريطانيا العظمى نتيجة مطالبة إيطاليا المستمرة باعتراف أكبر في الدور العالمي عقب احتلالها ليبيا ومطالبتها بقبول الدول الأخرى لمناطق نفوذها في شرق أفريقيا والبحر المتوسط.
في المتوسط، أصبحت علاقات إيطاليا باليونان حَرجَة عندما احتلت إيطاليا جزر دوديكانيسيا التي يسكنها يونانيون، متضمنة جزيرة رودس، بين عامي 1912 حتى 1914. كان حكم هذه الأراضي بيد الإمبراطورية العثمانية سابقًا. وكانت إيطاليا واليونان في سِجال علني حول رغبتهما في احتلال ألبانيا. كان الملك فيكتور إيمانويل الثالث بنفسه جزعًا حول مطاردة إيطاليا لمغامرات استعمارية بعيدة وقال إنه يجب على إيطاليا التجهّز لاستعادة الأراضي التي يسكنها الإيطاليون من الإمبراطورية النمساوية المجرية «إتمامًا لوحدة إيطاليا». وضعت هذه الفكرة إيطاليا على خلاف مع الإمبراطورية النمساوية المجرية.
كانت الماسونية قوة نافذة شبه سرية في السياسات الإيطالية وذات حضور قوي بين الحرفيين والطبقة المتوسطة حول إيطاليا، وبين نواب البرلمان والإدارة العامة والجيش أيضًا. المنظمتين الرئيسيتين كانتا الشرق الكبير والكوخ الكبير الإيطاليتين. كان عدد أعضائهما أكثر من 25.000 عضوًا في 500 كوخ أو أكثر. قبل الماسونيون التحدي في تحريك الصحافة والرأي العام والأحزاب السياسية القائدة لدعم انضمام إيطاليا إلى الحرب كحليفة لفرنسا وبريطانيا العظمى. في عامي 1914 و 1915 تركوا خطاباتهم السلمية التقليدية وتبنوا أهداف الوطنيين. طور الماسونيون تاريخيًا القيم الأممية حول العالم، وبحلول عم 1917 وما تلاه عادوا إلى موقفهم المؤمن بالعالمية وضغطوا من أجل تأسيس عصبة الأمم لتطوير نظام عالمي جديد بعد الحرب قائم على التعايش السلمي للأمم المستقلة والديمقراطية.